# Herkulesfürdői emlék (film)
A Herkulesfürdői emlék 1976-ban készült, 1977-ben bemutatott színes, magyar filmdráma. Sándor Pál alkotásának forgatókönyvét a rendező és a saját ötletéből Tóth Zsuzsa írta. Konzultáns: Maár Gyula. A főszerepet Holman Endre amatőr színész játszotta. A cselekmény 1919 decemberében kezdődik, a Tanácsköztársaság leverését követő fehérterror időszakában. A film címadója és fő zenei motívuma Pazeller Jakab Herkulesfürdői emlék című örökzöld szerzeménye, ám a szerző neve nem szerepel a stáblistán.

## A cselekmény
|  | Alább a cselekmény részletei következnek! |

1919 decemberét írjuk. Vonat fut be a határhoz közeli kisvárosba. A Wallach szanatóriumba érkező vendégeket lovaskocsi várja az állomáson. Alig néhány hónap telt el a rövid életű Tanácsköztársaság bukása óta, még körözik a bukott rendszer kulcsfiguráit. A körözött személyek egyike egy fiatalember, Kövesi János. Ő az érkező vonatról leszálló utasok egyike, aki azért jön a szanatóriumba, hogy az ott dolgozó Zsófi nővér segítségével átjusson a határon. Természetesen a csendőrök a körözvény alapján azonnal elfognák, ezért Kövesi nőnek adja ki magát. Új neve: Galambos Sarolta. A női ruhába öltözött fiatalember feltűnés nélkül sétál el a csendőrök mellett. Az állomás mellékhelyiségében találkozik harcostársával, János bácsival. Az idősebb férfinak nincsenek rendben a papírjai, ezért nem tart Kövesivel, hiszen akkor mindketten lebuknának. A lovaskocsin Saroltával együtt utazik a szanatóriumba egy idős primadonna és Reményi úr, a vándorfényképész. Ő tulajdonképpen beteg lányához, Margitkához érkezett látogatóba. Útközben „Sárika” nemcsak a kocsis, hanem az utasokat kísérő különítményes tiszt érdeklődését is felkelti. A szanatóriumban Sarolta találkozik Zsófi nővérrel. Miután jelszót váltottak, Zsófi nővér röviden ismerteti a tervet. Másnap hajnali 5-kor indulnak. Sarolta tudatja a nővérrel, hogy a közeljövőben érkezni fog még valaki, akit feltétlenül át kell juttatni. Zsófi nővér szerint viszont a feladat már most nagyon veszélyes, a határt ugyanis szigorúbban ellenőrzik, mint valaha. Közben Reményi úr találkozik a lányával. A férfi nem csupán látogatóba érkezett, hanem szeretne ideiglenesen itt is maradni, mivel a házukat felgyújtották.
Hajnalban Zsófi nővér sietősen felébreszti Sárikát. Nincs sok ideje, mert eljöttek érte a csendőrök, hogy letartóztassák. A nővér gyorsan elmondja Saroltának a szökés útvonalát. A körülményekre való tekintettel immár Sárikának kell bevárnia azt a másik férfit, hogy átvigye majd a határon. Sarolta szinte fel sem fogja, amit hallott, Zsófi nővérnek máris menekülnie kell. A kertben az egyik csendőr megállásra szólítja fel, és mivel Zsófi nővér nem engedelmeskedik, lelövi őt. Sarolta találkozik az érzelmeit szigorúsággal leplező Wallach doktorral, aki beleegyezik abba, hogy Sárika ott maradjon, és a halott Zsófi nővér helyett munkába álljon. Másnap reggel már Sarolta is a konyhában reggelizik a személyzet többi tagjával együtt, a szigorú Mesternő felügyelete mellett. Rövidesen meghökkentő pletykák terjednek el az új ápolónőről. Maga a Mesternő is kérdőre vonja, hogy igaz-e az a híresztelés, miszerint zabigyereke van, és emiatt kellett eljönnie Herkulesfürdőről is. Sárikát mindez annyira meglepi, hogy azt se tudja, mit feleljen. Még jobban zavarba jön, amikor belép az olasz vendég szobájába, hogy a fürdőterembe hívja le a szépasszonyt, akit anyaszült meztelenül talál a tükör előtt. A hölgy vizet kér tőle. Sárikát annyira zavarba hozza a látvány, hogy pohár helyett a nő markába önti a vizet. A fürdőteremben a vénasszonyok pletykálkodnak, és semmiségek miatt zsörtölődnek egymással. Reményi úr érdeklődést mutat a magányos özvegy, Ambrusné iránt. Persze odafigyel arra is, hogy egy kis jövedelemre tegyen szert. Gálánsan bókol az egyik idős dámának, és pillanatok alatt ráveszi arra, hogy a tolókocsis hölgy fényképet készíttessen magáról. Az öregasszony ragaszkodik ahhoz, hogy Sárika is rajta legyen a képen.
Ami a csipkelődést illeti, abban a Kegyelmes Asszony és a Művésznő különösen élen járnak. A Kegyelmes Asszony egy ízben kijelenti, mennyire sajnálja, hogy ők ketten nem ismerkedtek meg egymással már évtizedekkel korábban: „Úgy 1880 májusában, amikor kedvesem, maga azt hitte, hogy az én férjem el fog tőlem válni a maga pucér seggéért”. A Művésznő rögtön visszakérdez, hogy vajon a lúdtalpas Lajosról beszél-e a Kegyelmes Asszony? Ó, még a nevét is mennyire utálta! Miközben a szanatórium vendégei mindennapi életüket élik, a kocsist egy másik útra irányítja a különítményes tiszt. A kerülő miatt késik az ebéd, ráadásul új vendég sem érkezik. A Mesternő panaszra megy a főorvoshoz, ki akarja rúgatni a kocsist és a szeretőjét, mert szerinte a késedelem oka csupán az volt, hogy azok ketten valahol hemperegtek. Sárika épp ekkor lép a főorvos úr szobájába, és kérdezés nélkül közli, hogy razzia van, azért késett a kocsi. Este kis összejövetelt tartanak a vendégek, a Művésznő zongorázik és énekel, a betegek szembekötősdit játszanak. Margitka és Sarolta az egyik sarokból nevetgélve figyelik Reményi úr és Ambrusné flörtjét. Amikor a szembekötősdiben az olasz hölgy kerül sorra, Sárika is bekapcsolódik a játékba. Később a szépasszony bekopogtat a szobájába, Sarolta azonban nem engedi be. Másnap a fürdőteremben a Kegyelmes Asszony és a Művésznő folytatják szokásos csipkelődésüket. A Művésznő a harci hőstetteiről mesél, amikor frontkatonák előtt lépett fel, akik közül sokan soha nem tértek haza. Sárika megjegyzi, hogy a Művésznőt viszont bizonyára kitüntették, amiért olyan szépen énekelt a katonáknak. Az idős dáma pofon vágja a gúnyolódó nővérkét.
Este van. Sarolta a szobája ablakából mozgolódást lát a téli pavilonnál: János bácsi az, a régi harcostárs. Sarolta lesiet hozzá. Megbeszélik, hogy másnap hajnalban érte megy, és elviszi őt a halászhoz, aki átjuttatja majd a határon. Amikor Sárika visszamegy a szobájába, ott találja az olasz hölgyet. A nő tudni akarja, mi folyik, kicsoda ő valójában. Saroltának nem könnyű megértetni vele a helyzetet, hiszen nem értik egymás nyelvét. A szépasszony mindenesetre megbizonyosodik arról, hogy a nővérke valójában férfi. Ágyba kerülnek, és szenvedélyes perceket töltenek együtt. Sarolta mégis arra kéri újdonsült szeretőjét, hogy ne jöjjön többé. Másnap hajnalban elvezeti János bácsit a halász kunyhójához. Neki még maradnia kell, be kell várnia az utolsó embert, hogy őt is átjuttassa a határon. Ágota kisasszony borotvát talál a fürdőházban, Wallach doktor azonban nem tulajdonít nagy jelentőséget a szokatlan leletnek. Azt tanácsolja, hogy Ágota kisasszony dobja a borotvát a kerti tóba. Margitka állapota rosszabbra fordul. Reményi úr vele marad, hiszen nincs hová mennie. Se háza, se pénze, a szanatóriumban sem tud fizetni. Abban reménykedik, hogy tavaszig kihúzzák valahogy. Akkor majd elmegy a máriapócsi búcsúba, ahol a gépével összekattogtatja a szükséges pénzt, és mindent újra kezdhetnek a lányával. Egyik este a Mesternőt hazakíséri udvarlója, a különítményes tiszt. Sárika nem akar találkozni vele, inkább félbehagyja a fürdőterem felmosását. Mégsem tudja elkerülni a párt, a tiszt pedig azt akarja, hogy a fiatal nővérke fejezze be a munkát, amit elkezdett. A férfi a Mesternő helyett egyre inkább Sárikát tünteti ki a figyelmével. Azt állítja, hogy fáj a feje, és azt kéri, hogy a nővérke masszírozza meg a fejét.
Nagy nap virrad Reményi úrra, csoportképet készíthet a vendégekről és az alkalmazottakról. A nyüzsgésben az olasz nő gyorsan néhány szót vált Sárikával. Azt mondja, hogy feltétlenül beszélniük kell, ezért megállapodnak abban, hogy másnap találkoznak a hídnál. Sarolta gyalogosan indul el a találkozóra. Útközben találkozik a főhadnaggyal, aki ragaszkodik ahhoz, hogy a kocsijával elvigye. A nővérke szabadkozik, a tiszt azonban ráparancsol, hogy szálljon be. Erőszakoskodni kezd Sárikával, aki dulakodás közben kirántja a főhadnagy pisztolyát, és lelövi a férfit. A lövés hangjára a közeli híd mellől odaszalad az olasz szépasszony. Segít Saroltának a nyomok eltüntetésében. A kocsit egy meredély széléhez irányítják, és a mélybe lökik. Ezalatt a szanatóriumban Margitka állapota válságosra fordul, és a fiatal lány meghal. A fájdalmában őrjöngő apa megátkozza az intézmény minden lakóját. Az olasz nő úgy dönt, hogy hazautazik. Wallach doktor hiába figyelmezteti, hogy még nem gyógyult meg teljesen. Mivel a nő hajthatatlan, a főorvos arra kéri, saját érdekében a legrövidebb úton utazzon haza. Távozik Ágota kisasszony és Reményi úr is. Ágota kisasszony búcsúzóul pénzt ad Sárikának a kelengyéjére. Az állomáson a csendőrök Józsit, a kocsist gyanúsítják a főhadnagy megölésével. A szanatóriumba már csak az a hír jut el, hogy a kocsist agyonlőtték.
Múlnak a napok, az állomáson immár új kocsis várja a szanatóriumba érkezőket. A vonatról egy fiatal férfi száll le. A csendőrök igazoltatják, majd továbbengedik, mivel a papírjai rendben vannak. A férfi felszáll a kocsira, Ágota kisasszony mellé, aki visszatér a szanatóriumba, hogy meggyógyuljon. Az öregasszonyok izgatottan találgatják, vajon kihez érkezett az ismeretlen férfi. Ezt a Mesternő is tudni akarja. A férfi közli, hogy Galambos Saroltához jött magánügyben. A fürdőteremben találkozik Sárikával. Hamar kiderül, hogy ő a régóta várt férfi, akit feltétlenül át kell juttatni a határon. Másnap hajnalban indulnak. A kunyhóban megkötözve, holtan találják a halászt. A csónak használhatatlan. Gyalog kénytelenek menekülni a folyó mentén. Kora reggel van, a szökevények megpihentek valahol a vízpart közelében. Sári nővér visszaváltozott Kövesi Jánossá. Úgy tűnik, szép napjuk lesz aznap. Kövesi feláll, hogy kinyújtózkodjon. A nézők ekkor láthatják őt utoljára életben. Ezt követően fényképek mutatják a két agyonlőtt férfi holttestét a folyóparton.

## Háttérinformációk

### A címadó melódia és szerzője
Pazeller Jakab (1869–1957) Badenben született. A bécsi zenei konzervatóriumban hegedű és zeneszerzés szakon tanult Carl Michael Ziehrer tanítványaként. 1895-ben a Carl Theater karmestere lett, ugyancsak Bécsben. A következő évben a 33. gyalogezred katona karmestereként Aradon és Herkulesfürdőn szolgált. 1906-ban Budapestre helyezték át, ahol a 38. gyalogezred állományába került. Hét évvel később megnősült. A Tanácsköztársaság ideje alatt feleségével és két gyermekükkel a fővárosból Székesfehérvárra menekült. 1921-ben beállt Horthy Miklós seregébe. A II. Honvéd gyalogezred katona karmestere lett, egyúttal kinevezték a Bocskay Katonai Akadémia zeneigazgatójává. Egészségi állapota az évek folyamán megromlott, ezért 1924-ben a nyugdíjazását kérte. 1925-ben nyugállományba került. Innentől kezdve a teleket Budapesten, a nyarakat Zebegényben töltötte. 1945-ben osztrák származására hivatkozva a kommunista magyar kormány megvonta a nyugdíját, és feketelistára tette az Osztrák–Magyar Monarchia egykori katonatisztjeként. 1956-ban nyitányt komponált az októberi forradalom tiszteletére. A következő esztendőben elhunyt. Zenei életműve: egy opera, két operett, egy balett, három nyitány, öt fantázia, számos keringő, katonainduló, sláger, magyar nóta, tánc, dal és zenekari kompozíció. A Herkulesfürdői emlék mellett legismertebb szerzeménye az Akácos út.
Pazeller halálának évében Bajor Nagy Ernő így írta le a Herkulesfürdői emlék születésének történetét az Ország-világ című folyóiratban: „1903 júniusának egyik délelőttjén Herkulesfürdőn, a harminchármas ezred zenekarának karmestere – Pazeller Jakab – véletlenül ráért egy kicsit, mert nem volt délelőtt próbájuk. Bement a szalonba, leült a zongorához, és saját kedvtelésére játszani kezdett. Egyszer csak érdekes téma bontakozott ki a rögtönzésből: keringő, könnyű kis bódulat, áradó romantika s meglepő, érdekes hangvétel ölelkeztek benne. Valami egészen új sarjadt ki a hangok véletlen rendjéből. Most már ő maga is jobban odafigyelt. Addig-addig kalandozott ujja a billentyűkön, míg kiformálódott egy, a főtémához illő szomorkás, boldog utójáték. Aztán rájött, hogy az utójáték előjátéknak is jó. Fél óra múlva felírta a kottapapír fejlécére a címet: Herkulesfürdői emlék. Még aznap hangszerelte, két nap múlva pedig be is mutatták. Ez volt a fiatal zeneszerző 121. műve, akinek nevéhez olyan ismert dallamok fűződnek, mint az Akácos út zenéje. [...] Magyar slágernek nem volt még ilyen sikere.”

### Vígjátéki alaphelyzet, drámai szituációk
A Herkulesfürdői emléket megelőzően – és azt követően is – számos film felhasználta azt az ötletet, hogy női ruhába öltözött férfi álljon a cselekmény középpontjában. A magyar közönség is jól ismerheti például Billy Wilder Van, aki forrón szereti (1959) és Sydney Pollack Aranyoskám (1982) című alkotásait. Az előbbiben a két férfi főszereplő (Jack Lemmon és Tony Curtis) egy gengszterleszámolás szemtanúja lesz, ezért női ruhában, egy női zenekarhoz csatlakozva próbálnak elrejtőzni üldözőik elől. Pollack vígjátékában az állástalan színész (Dustin Hoffman) azért öltözik nőnek, hogy munkát kapjon. Mindkét film kihasználja azt a humorforrást, hogy a nőnek álcázott főszereplők eredeti nemüknek megfelelően szerelmesek lesznek, miközben női mivoltukban egy másik férfi szeret beléjük. Sándor Pál alkotásában is felbukkan ez a motívum, szerelem helyett azonban csak érzéki vonzódás alakul ki a szereplők között. A rendező és a forgatókönyvíró a nehezebbik utat választották, amikor a tálcán kínálkozó vígjátéki megoldások helyett az alaphelyzetből drámai történetet bontakoztattak ki.
A film cselekménye szorosan kötődik a Tanácsköztársaság bukásához, az alkotók azonban szerencsére elkerülték a túlzottan direkt politizálást. Részben ennek köszönhető, hogy a rendszerváltás után, amikor a Tanácsköztársaság időszakának megítélése is jelentősen megváltozott, a Herkulesfürdői emlék a korszak néhány más, az akkori hivatalos ideológiát túlságosan egyértelműen képviselő filmjével ellentétben nem vált már-már nézhetetlenné. A korabeli kritikák között egyébként volt olyan, amelyik azt hiányolta a filmből, hogy az alkotók nem beszéltek Kövesi tevékenységéről a Tanácsköztársaság alatt, nem tették egyértelművé a nézők számára, hogy pontosan miért is körözték a fiatalembert, és ezzel tulajdonképpen csökkentették a Galambos Sarolta sorsa iránti nézői érdeklődést. Valószínű azonban, hogy az alkotók eleve nem politikai filmet akartak készíteni. A Herkulesfürdői emlék elsősorban a hangulatok és emlékek filmje az elmúlás árnyékában. Ennek megfelelően nem az az elsődleges fontosságú benne, hogy miféle belső konfliktusok keletkeznek a főhősben osztályharcos énje és kényszerű ápolónői imázsa ellentétéből, hanem inkább az, hogy milyennek látja egy fiatal férfi ezt a zárt, alapvetően női világot. Ragályi Elemér bravúros operatőri munkája emlékezetes vizuális élménnyé teszi a filmet. Ugyanakkor vitathatatlan, hogy a mű egésze megenged bizonyos szimbolikus, politikai színezetű értelmezést is: a Wallach szanatórium a Tanácsköztársaság előtti (és utáni) magyar társadalmi rendszer szimbólumának is tekinthető, amely rendszer még él és működik ugyan, de sokkal inkább van múltja, mintsem jövője. A betegek és a személyzet kapcsolata pontosan érzékelteti azt a hierarchiát, amely az intézmény falain kívül is érvényesült. Érdemes egyébként felfigyelni arra, hogy nem csak Kövesi/Galambos az, aki álcázza valódi személyiségét a környezete elől. Például maga Wallach főorvos úr sem az, akinek látszik: a film elején észrevehetően szimpatizál Zsófi nővérrel (talán vonzódik is hozzá), esetleg tud is illegális tevékenységéről, és rokonszenvezik a bukott rendszerrel (vagy annak egyes képviselőivel), ám valódi érzéseit és gondolatait a szigorúság álarca mögé rejti.

### A szereposztásról

#### Holman Endre
A főszerepet játszó Holman Endre 1954. szeptember 19-én született Szegváron. Édesapja hentes volt, Endre nyolcéves korától segített neki hétvégenként az üzletben. Nemcsak a szakma fogásait tanulhatta meg, hanem az emberekkel való bánásmódot is. 1969-ben lett gimnazista Szentesen. Az iskolában egyszer tanára, Bácskai Mihály házi szavalóversenyt rendezett, melyre Holman Endre egy Váci Mihály-verssel készült. Ezután tagja lett a gimnázium irodalmi színpadának. Érettségi után színész szeretett volna lenni. Felvételije azonban nem sikerült, ezért az orvosi pályát választotta, mely iránt már gyermekként érdeklődött. A Herkulesfürdői emlék forgatásakor már orvostanhallgató volt. Ugyanabban az évben Simó Sándor is meghívta őt az Apám néhány boldog éve (1977) című filmjébe, ám a filmszereplés sem térítette már el Holman Endrét az orvosi pályától. 1979-ben elvégezte a Szegedi Orvostudományi Egyetemet, 1984-ben urológus szakvizsgát tett. Szentesen kezdett dolgozni, onnan Kecskemétre került. Később hat évet töltött Jemenben, ahol több ezer embert operált. Az új évezredben Kiskunhalason él, ahol az ottani kórház osztályvezető főorvosa. 2008. március 10-ei dátummal a magyar média beszámolt egy általa végzett bravúros műtétről, melynek során egy négyéves kisfiú meglepően nagyra nőtt vesekövét távolították el. Ebben az életkorban annyira ritka a vesekő, hogy számos fővárosi kórház nem is vállalta a kockázatos műtétet.

#### A további szereplők
Sándor Pál a legtöbb magyar filmrendezőhöz hasonlóan szeretett állandó stábbal dolgozni, hiszen ahogy leghíresebb filmjében is elhangzik: „Kell egy csapat!”. A Herkulesfürdői emlék több szereplőjével más filmjeiben is találkozhatott a néző. Garas Dezső és Kern András az állandó stáb oszlopos tagjainak számítottak. Garas a Régi idők focija (1973) című filmben dolgozott először a rendezővel, Kern pedig a Sárika, drágámban (1971). Margitai Ágival és Kútvölgyi Erzsébettel együtt szerepeltek a rendező következő alkotásában is, amely Szabadíts meg a gonosztól! (1978) címmel került a mozikba. A Sándor–Garas–Kern-trió legsikeresebb közös filmje a Ripacsok (1981) volt. Patkós Irma a második világháború előtt operettekben játszott vezető szerepeket, 1931 és 1941 között a Fővárosi Operettszínház művésze volt. A filmesek csak nyugdíjba vonulása után fedezték fel. Sándor Pál több filmjében is foglalkoztatta őt, a Sárika, drágámat a rendező egyenesen Patkós egyéniségére és tehetségére építette. Dajka Margit kislányként kezdte a színésznői pályát, az 1930-as évektől egészen haláláig a magyar közönség egyik nagy kedvence volt. Nem tartozott az állandó Sándor-stáb tagjai közé, de a nézők az 1970-es években is folyamatosan találkozhattak vele a filmvásznon olyan emlékezetes alkotásokban, mint például a Szindbád (1971) és a Macskajáték (1972). Lázár Mária Herkulesfürdőn született, lengyel hercegi származására utaló családi neve Czartoryski. Ezen a néven kezdett filmezni még a némafilmkorszakban. Számos kisebb-nagyobb színpadi és filmszerepet játszott, neve azonban az új évezredben kissé feledésbe merült.
Szabó Sándor 1956-ban az Egyesült Államokba távozott, ahol színpadon játszott például Robert Redforddal (Mezítláb a parkban), filmen pedig még Alfred Hitchcock irányítása alatt is forgatott (Topáz, 1969). 1976-ban tért haza, a Herkulesfürdői emlék volt az első film, melyet visszatelepülése után elvállalt. Az 1948-ban diplomázott Temessy Hédi viszonylag későn, az 1970-es évek közepétől vált a magyar filmművészet egyik meghatározó karakterszínésznőjévé. Tarr Béla intenzív színészi jelenlétre épülő Őszi almanach (1984) című filmjében vezető szerepet játszott. Pécsi Ildikó pályakezdését követően évekig a magyar filmvilág „ügyeletes szexbombájá”-nak számított. Az 1970-es évek második felében karakterszerepekre váltott át, melyekben drámai képességeit éppúgy megcsillogtathatta, mint ironikus humorát. Carla Romanelli olasz színésznő a Krúdy-mű alapján készült Napraforgó című tévéfilmben mutatkozott be a magyar közönségnek. A Herkulesfürdői emlék után szerepet vállalt Makk Károly Egy erkölcsös éjszaka (1977) című filmjében is. Akkoriban magánéleti szálak is Magyarországhoz kötötték, mivel jegyben járt Lukács Sándor színművésszel. A románcból végül nem lett házasság. Carla Romanelli az 1980-as években visszavonult a filmezéstől. Tarján Györgyi a Herkulesfürdői emlék forgatása idején még színművészeti főiskolára járt, de már túl volt első nagy sikerén, A kenguru (1975) című filmen. Alkati adottságai miatt a drámai és a vígjátéki szerepek egyaránt közel álltak hozzá, és a filmesek szívesen foglalkoztatták mindkét szerepkörben. 1990-ben az Egyesült Államokba költözött. Zala Márk a magyar filmművészet egyik legérdekesebb, öntörvényű egyéniségének számított, aki mind színpadi, mind pedig filmszerepeit gondosan megválogatta. Szívesen működött közre kísérleti jellegű produkciókban, például Zolnay Pál szűkebb közönséghez szóló filmjeiben. 1985-ben öngyilkos lett.

## Magyar kritikai visszhang
„Értéke a filmnek a helyszínek kitűnő felhasználása is, amiben a rendező mesteri partnere Ragályi Elemér operatőr. Már az indítás képe magával ragadó: ahogy a vásznat egyre inkább elfoglalja a zöld dombfalak között közeledő szürke vonat. De aztán is a szanatóriumnak szinte minden szögletét becserkészi a felvevőgép, és ritka szép felvételeken adja vissza az erdős-hegyes táj levegőjét. Hangulati elemmé válik a télikert, az alagsori fürdő, a lassan emelkedő lift, az udvar kocsifordulója, a szanatórium homlokzata. Rafináltan – és ezt jó értelemben mondom – a szépet szolgáló, de alig tetten érhető kiszámítottsággal sorjáznak az érdekes arcok, látványos felvételek, hosszan kitartott hangulati elemek és cselekményes pillanatok.”

(Kürti László kritikája. In: Film Színház Muzsika, 1977/2, 1977. január 8., 4. oldal)

## Főszereplők
- Holman Endre (Galambos Sarolta / Kövesi János)
- Szabó Sándor (Wallach doktor)
- Garas Dezső (Reményi úr, a fényképész)
- Carla Romanelli (az olasz nő)
- Pécsi Ildikó (Mesternő)
- Margitai Ági (Ambrusné) (Margittai Ági néven szerepel a stáblistán)
- Dajka Margit (Művésznő) (Dayka Margit néven szerepel a stáblistán)
- Patkós Irma (Kegyelmes Asszony)
- Temessy Hédi (Ágota kisasszony)
- Lázár Mária (a füsthajú nő)
- Tarján Györgyi (Margitka, Reményi lánya)
- Zala Márk (különítményes tiszt)
- Kútvölgyi Erzsébet (Zsófi nővér)
- Kern András (Ács István)
- Simon György (Lajos bácsi)

## Díjak és jelölések

### Berlini filmfesztivál
- 1977 díj Sándor Pál (Ezüst Medve díj, C. I. D. A. L. C.-díj, OCIC-díj, Interfilm-díj)
- 1977 jelölés Sándor Pál (Arany Medve-jelölés)

## Forgatási helyszínek
A film jeleneteinek jelentős részét a János-hegyi Haggenmacher-villában, valamint az Aszód–Vácrátót-vasútvonal Kisnémedi megállóhelyén vették fel.